# Marco Giusti
Marco Giusti, né à Grosseto (Toscane) le 24 décembre 1953, est un critique de cinéma, essayiste, et réalisateur de télévision italien.

## Biographie
Après avoir déménagé à Gênes avec sa famille lorsqu'il était enfant, il a entamé une carrière de journaliste du cinéma. Il entre à la Rai en 1985 et réalise plusieurs émissions de télévision, dont Blob,, Blobcartoon, Cocktail d'amore, Fuori orario, La situazione comica, Carosello (dans sa réédition de 1997), Scirocco, Orgoglio coatto, Fenomeni, Matinée, Soirée, Stracult et Base Luna. En 1974, il fait partie des fondateurs du magazine Il Falcone Maltese avec Teo Mora et Enrico Ghezzi.
En 1996, il interrompt sa collaboration avec Ghezzi et commence à organiser des événements tels que l'exposition sur Carosello pour la Triennale de Milan et, en 2004, la rétrospective Italian kings of the B's - Storia segreta del cinema italiano pour la Mostra de Venise, à laquelle il a également donné suite en 2007 avec la revue sur les westerns spaghetti, et en 2010 avec la rétrospective La situazione comica. Il est membre du comité scientifique qui décerne le prix Pino Pascali.

### Essais et critiques
Parmi les nombreux essais qu'il a écrits, citons ceux consacrés à l'histoire du Carosello et les biographies consacrées à Moana Pozzi, Laurel et Hardy, Roberto Benigni, Franco et Ciccio et Totò. Il collabore depuis de nombreuses années avec L'Espresso et Il manifesto.
Depuis 2011, il est l'auteur d'une chronique hebdomadaire sur le cinéma dans Dagospia, dans laquelle il critique une dernière sortie de film, avec un style piquant qui n'est pas aligné sur le journalisme de presse.
Il a souligné que les films d'art et d'essai italiens manquent souvent d'idées scéniques et d'un langage cinématographique propre, ainsi que d'une communication efficace et d'une distribution commerciale adaptée à l'ambition de conquérir tous les publics italiens et de les exporter dans le monde entier.

### Vie privée
Il est marié à Alessandra Mammì, critique de cinéma à L'Espresso et fille de l'ancien ministre Oscar Mammì (1926-2017).

## Œuvres
- Laurel & Hardy, Firenze, La Nuova Italia, 1978;  Milano, Il Castoro, 1997.  (ISBN 88-8033-087-X).
- Kim Arcalli. Montare il cinema, a cura di e con Enrico Ghezzi, Venezia, Marsilio, 1980.
- Mel Brooks, Firenze, La Nuova Italia, 1981.
- Billy Billie. Tutti i film di Billy Wilder, a cura di e con Enrico Ghezzi, Montepulciano, Editori del Grifo, 1981.  (ISBN 88-85282-00-8).
- Genova in celluloide. Luoghi, protagonisti, storie. Genova, Parco dell'Acquasola, 11 luglio-10 agosto 1983, a cura di e con Claudio Bertieri, Ester De Miro e Marco Salotti, Genova, Comune di Genova, 1983.
- Il libro di Blob, a cura di Vladimir Fava, Torino, Nuova ERI, 1993.  (ISBN 88-397-0753-0).
- Dizionario dei cartoni animali, Milano, Vallardi, 1993.  (ISBN 88-11-95503-3).
- Bossoli. [Il Blob della Lega], Roma-Napoli, Theoria, 1993.  (ISBN 88-241-0338-3).
- Ambra, con Alberto Piccinini (scrittore)|Alberto Piccinini, Torino, Nuova ERI, 1994.  (ISBN 88-397-0902-9).
- Il blobbista Marco Giusti presenta: Buon compleanno cinema. 1895-1995. Cent'anni di cinema, Bologna, Comix, 1995.  (ISBN 88-7686-618-3).
- Prima e dopo la rivoluzione: Brasile anni '60, dal cinema novo al cinema marginal, con Marco Melani, Torino, Lindau, 1995.  (ISBN 88-7180-140-7).
- Il grande libro di Carosello. E adesso tutti a nanna..., Milano, Sperling & Kupfer, 1995.  (ISBN 88-200-2080-7).
- Carosello. Non è vero che tutto fa brodo. 1957-1977, a cura di e con Paola Ambrosino e Dario Cimorelli, Cinisello Balsamo, Silvana, 1996.  (ISBN 88-8215-008-9).
- Dizionario dei film italiani Stracult, Milano, Sperling & Kupfer, 1999.  (ISBN 88-200-2919-7); Milano, Frassinelli, 2004.  (ISBN 88-7684-813-4).
- Fatti coatti (o quasi), con Carlo Verdone, Milano, Mondadori, 1999.  (ISBN 88-04-43799-5).
- Moana, Milano, Mondadori, 2004.  (ISBN 88-04-53306-4).
- Dalla supercazzola al cane di Mustafà, Milano, Frassinelli, 2005.  (ISBN 88-7684-874-6).
- Il meglio di 90º minuto, Milano, Mondadori, 2006.  (ISBN 88-04-55935-7).
- Dizionario del western all'Italiana, Milano, Oscar Mondadori, 2007.  (ISBN 978-88-04-57277-0).
- 007 all'italiana. Dizionario del cinema spionistico italiano con tutte le locandine più belle, Milano, Isbn, 2010.  (ISBN 978-88-7638-187-4).
- Il grande libro di Ercole. Il cinema mitologico in Italia, con Steve Della Casa, Roma, Sabinae, 2013.  (ISBN 978-88-98623-05-1).
- Vedo... l'ammazzo e torno. Diario critico semiserio del cinema e dell'Italia di oggi, Milano, Isbn, 2013.  (ISBN 978-88-7638-499-8).
- La montagna dei polpettini, Milano, Salani, 2014.  (ISBN 978-88-6715-481-4).
- Gotico italiano. Il cinema orrorifico. 1956-1979, con Steve Della Casa, Roma, Centro Sperimentale di Cinematografia, 2014.
- Dizionario STRACULT della Commedia Sexy, Milano, Bloodbuster, 2019.  (ISBN 978-88-94338-53-9).
- Polidor e Polidor, Bologna, Cineteca di Bologna, 2019.  (ISBN 978-88-99196-71-4).